# I liga argentyńska w piłce nożnej (1918)
Mistrzem Argentyny w roku 1918 został klub Racing Club de Avellaneda, natomiast tytuł wicemistrza Argentyny zdobył klub River Plate. Z ligi spadły dwa kluby – Ferro Carril Oeste i Argentino de CA Argentino de Quilmes. Na ich miejsce awansował jeden klub – Eureka Buenos Aires. Liga zmniejszyła się z 20 do 19 klubów.

## Primera División

### Kolejka 1
| Data            | Mecz |
| --------------- | --- |
| 7 kwietnia 1918 | San Isidro Buenos Aires – Racing Club de Avellaneda 1:3 N. Vivaldo (3)                                                              |
| 7 kwietnia 1918 | Estudiantil Porteño Buenos Aires – CA Estudiantes 3:2                                                                               |
| 7 kwietnia 1918 | Boca Juniors – Columbian Buenos Aires 5:2 Alfredo N. Martín (2), Enrique Brichetto, Pablo Valenzano, Voglino s – Olazar, Montenegro |
| 7 kwietnia 1918 | Estudiantes La Plata – Porteño Buenos Aires 1:0                                                                                     |
| 7 kwietnia 1918 | Sportivo Barracas Buenos Aires – CA Platense 0:0                                                                                    |
| 7 kwietnia 1918 | Atlanta Buenos Aires – CA Huracán 3:1                                                                                               |
| 7 kwietnia 1918 | Gimnasia y Esgrima La Plata – San Lorenzo de Almagro 1:0                                                                            |
| 7 kwietnia 1918 | River Plate – Independiente 1:1 Chiappe k – ?                                                                                       |
| 7 kwietnia 1918 | Ferro Carril Oeste – Argentino de CA Argentino de Quilmes 1:0                                                                       |
| 7 kwietnia 1918 | CA Tigre – Defensores de Belgrano Buenos Aires 2:2                                                                                  |

### Kolejka 2
| Data             | Mecz                                                                                |
| ---------------- | ----------------------------------------------------------------------------------- |
| 14 kwietnia 1918 | Racing Club de Avellaneda – Ferro Carril Oeste 1:0 N. Vivaldo                       |
| 14 kwietnia 1918 | San Lorenzo de Almagro – Atlanta Buenos Aires 2:2                                   |
| 14 kwietnia 1918 | San Isidro Buenos Aires – Argentino de CA Argentino de Quilmes 3:1                  |
| 14 kwietnia 1918 | Boca Juniors – Estudiantes La Plata 1:1 Pedro Bleo Fournol “Calomino” k – Izaguirre |
| 14 kwietnia 1918 | CA Huracán – Independiente 1:0                                                      |
| 14 kwietnia 1918 | CA Platense – CA Estudiantes 0:0                                                    |
| 14 kwietnia 1918 | Porteño Buenos Aires – Columbian Buenos Aires 1:0                                   |
| 14 kwietnia 1918 | Sportivo Barracas Buenos Aires – CA Tigre 3:1                                       |
| 14 kwietnia 1918 | Defensores de Belgrano Buenos Aires – Estudiantil Porteño Buenos Aires 2:1          |

### Kolejka 3
| Data             | Mecz |
| ---------------- | --- |
| 21 kwietnia 1918 | Estudiantil Porteño Buenos Aires – Boca Juniors 0:0 mecz przerwany w 81 minucie – powtórzony 12 października |
| 21 kwietnia 1918 | Porteño Buenos Aires – CA Tigre 3:2                                                                          |
| 21 kwietnia 1918 | River Plate – San Isidro Buenos Aires 1:0 Laiolo                                                             |
| 21 kwietnia 1918 | CA Estudiantes – Sportivo Barracas Buenos Aires 0:1                                                          |
| 21 kwietnia 1918 | San Lorenzo de Almagro – Ferro Carril Oeste 1:1                                                              |
| 21 kwietnia 1918 | CA Platense – Columbian Buenos Aires 2:0                                                                     |

### Kolejka 4
| Data             | Mecz                                                                         |
| ---------------- | ---------------------------------------------------------------------------- |
| 28 kwietnia 1918 | San Isidro Buenos Aires – Boca Juniors 2:1 Pérez, Medina – Enrique Brichetto |
| 28 kwietnia 1918 | Ferro Carril Oeste – Porteño Buenos Aires 1:1                                |
| 28 kwietnia 1918 | River Plate – Estudiantil Porteño Buenos Aires 2:0 Laiolo (2)                |
| 28 kwietnia 1918 | Racing Club de Avellaneda – Columbian Buenos Aires 1:0 Vivaldo               |
| 28 kwietnia 1918 | CA Tigre – San Lorenzo de Almagro 3:0                                        |
| 28 kwietnia 1918 | Sportivo Barracas Buenos Aires – Atlanta Buenos Aires 2:1                    |
| 28 kwietnia 1918 | CA Huracán – CA Platense 3:0                                                 |
| 28 kwietnia 1918 | Independiente – CA Estudiantes 2:1                                           |
| 28 kwietnia 1918 | Estudiantes La Plata – Argentino de CA Argentino de Quilmes 2:1              |
| 28 kwietnia 1918 | Gimnasia y Esgrima La Plata – Defensores de Belgrano Buenos Aires 2:1        |

### Kolejka 5
| Data        | Mecz                                                     |
| ----------- | -------------------------------------------------------- |
| 5 maja 1918 | Independiente – Atlanta Buenos Aires 3:2                 |
| 5 maja 1918 | Gimnasia y Esgrima La Plata – River Plate 1:1 ? – Laiolo |

### Kolejka 6
| Data        | Mecz |
| ----------- | --- |
| 9 maja 1918 | CA Estudiantes – Boca Juniors 1:5 J. D. Brown k – Pedro Bleo Fournol “Calomino” (2), Enrique Brichetto, Alfredo N. Martín, Pablo Valenzano |
| 9 maja 1918 | San Isidro Buenos Aires – Independiente 4:2                                                                                                |
| 9 maja 1918 | Racing Club de Avellaneda – Atlanta Buenos Aires 4:1 Hospital (2), N. Vivaldo, Marcovecchio – A. Tazín                                     |
| 9 maja 1918 | Defensores de Belgrano Buenos Aires – Porteño Buenos Aires 3:1                                                                             |
| 9 maja 1918 | Sportivo Barracas Buenos Aires – Columbian Buenos Aires 2:0                                                                                |
| 9 maja 1918 | Estudiantes La Plata – Estudiantil Porteño Buenos Aires 1:0                                                                                |
| 9 maja 1918 | River Plate – Argentino de CA Argentino de Quilmes 1:0 Laiolo                                                                              |
| 9 maja 1918 | Ferro Carril Oeste – Gimnasia y Esgrima La Plata 0:0                                                                                       |
| 9 maja 1918 | CA Huracán – San Lorenzo de Almagro 0:0 |
| 9 maja 1918 | CA Platense – CA Tigre 0:0 |

### Kolejka 7
| Data         | Mecz                                                                                 |
| ------------ | ------------------------------------------------------------------------------------ |
| 12 maja 1918 | San Isidro Buenos Aires – San Lorenzo de Almagro 4:0                                 |
| 12 maja 1918 | CA Estudiantes – Defensores de Belgrano Buenos Aires 3:2                             |
| 12 maja 1918 | Boca Juniors – CA Tigre 3:0 Pedro Bleo Fournol “Calomino” (2, 1k), Alfredo N. Martín |
| 12 maja 1918 | Sportivo Barracas Buenos Aires – Porteño Buenos Aires 3:0                            |
| 12 maja 1918 | Estudiantil Porteño Buenos Aires – Columbian Buenos Aires 1:0                        |
| 12 maja 1918 | Atlanta Buenos Aires – Ferro Carril Oeste 2:2                                        |
| 12 maja 1918 | River Plate – Racing Club de Avellaneda 1:1 Nicolás Rofrano – Juan Perinetti         |
| 12 maja 1918 | CA Platense – Estudiantes La Plata 1:1                                               |
| 12 maja 1918 | Argentino de CA Argentino de Quilmes – CA Huracán 1:1 Ventura – Larvín               |
| 12 maja 1918 | Gimnasia y Esgrima La Plata – Independiente 1:1                                      |

### Kolejka 8
| Data         | Mecz                                                                                 |
| ------------ | ------------------------------------------------------------------------------------ |
| 19 maja 1918 | Ferro Carril Oeste – River Plate 0:2 Chiappe k, Elordi s                             |
| 19 maja 1918 | Racing Club de Avellaneda – San Lorenzo de Almagro 2:1 A. Zabaleta (2) – C. Cuaderni |
| 19 maja 1918 | Estudiantes La Plata – CA Estudiantes 2:1                                            |
| 19 maja 1918 | Independiente – Argentino de CA Argentino de Quilmes 1:0                             |
| 19 maja 1918 | CA Platense – Boca Juniors 0:1 Alfredo N. Martín                                     |
| 19 maja 1918 | Columbian Buenos Aires – CA Tigre 1:1                                                |

### Kolejka 9
| Data         | Mecz                                                                                             |
| ------------ | ------------------------------------------------------------------------------------------------ |
| 30 maja 1918 | San Isidro Buenos Aires – Gimnasia y Esgrima La Plata 3:1                                        |
| 30 maja 1918 | Argentino de CA Argentino de Quilmes – Racing Club de Avellaneda 0:3 Zabaleta (2), Ohaco         |
| 30 maja 1918 | Porteño Buenos Aires – CA Platense 3:0                                                           |
| 30 maja 1918 | Estudiantes La Plata – Columbian Buenos Aires 2:0                                                |
| 30 maja 1918 | CA Estudiantes – CA Tigre 2:1                                                                    |
| 30 maja 1918 | San Lorenzo de Almagro – Independiente 1:0                                                       |
| 30 maja 1918 | Sportivo Barracas Buenos Aires – Estudiantil Porteño Buenos Aires 1:0                            |
| 30 maja 1918 | Boca Juniors – Defensores de Belgrano Buenos Aires 1:1 Pedro Bleo Fournol “Calomino” – Giulidori |
| 30 maja 1918 | Atlanta Buenos Aires – River Plate 1:1 ? – Laiolo                                                |
| 30 maja 1918 | Ferro Carril Oeste – CA Huracán 0:0                                                              |

### Kolejka 10
| Data            | Mecz |
| --------------- | --- |
| 16 czerwca 1918 | Estudiantil Porteño Buenos Aires – CA Tigre 5:2                                                            |
| 16 czerwca 1918 | CA Estudiantes – Columbian Buenos Aires 4:1                                                                |
| 16 czerwca 1918 | Boca Juniors – Porteño Buenos Aires 3:0 Enrique Brichetto, Alfredo Garasini, Pedro Bleo Fournol “Calomino” |
| 16 czerwca 1918 | Independiente – Racing Club de Avellaneda 0:2 Juan N. Perinetti (2)                                        |
| 16 czerwca 1918 | Gimnasia y Esgrima La Plata – CA Huracán 2:0                                                               |
| 16 czerwca 1918 | River Plate – San Lorenzo de Almagro 2:0 Brown (2)                                                         |
| 16 czerwca 1918 | Atlanta Buenos Aires – Argentino de CA Argentino de Quilmes 2:2                                            |
| 16 czerwca 1918 | Estudiantes La Plata – Sportivo Barracas Buenos Aires 1:0                                                  |
| 16 czerwca 1918 | CA Platense – Defensores de Belgrano Buenos Aires 1:0                                                      |
| 16 czerwca 1918 | Ferro Carril Oeste – San Isidro Buenos Aires 1:1                                                           |

### Kolejka 11
| Data            | Mecz                                                                        |
| --------------- | --------------------------------------------------------------------------- |
| 23 czerwca 1918 | Independiente – Ferro Carril Oeste 7:1                                      |
| 23 czerwca 1918 | San Isidro Buenos Aires – Atlanta Buenos Aires 2:0                          |
| 23 czerwca 1918 | CA Platense – Estudiantil Porteño Buenos Aires 1:0                          |
| 23 czerwca 1918 | Sportivo Barracas Buenos Aires – Boca Juniors 1:1 Rosado – Alfredo Garasini |

### Kolejka 12
| Data            | Mecz                                                                                 |
| --------------- | ------------------------------------------------------------------------------------ |
| 30 czerwca 1918 | Gimnasia y Esgrima La Plata – CA Platense 3:2                                        |
| 30 czerwca 1918 | CA Estudiantes – San Lorenzo de Almagro 2:1                                          |
| 30 czerwca 1918 | Defensores de Belgrano Buenos Aires – River Plate 0:5 Laiolo (2), Ameal (2), Rofrano |
| 30 czerwca 1918 | Porteño Buenos Aires – Racing Club de Avellaneda 1:6 ? – Ohaco (4), Vivaldo (2)      |
| 30 czerwca 1918 | Estudiantes La Plata – San Isidro Buenos Aires 3:2                                   |
| 30 czerwca 1918 | CA Huracán – Boca Juniors 1:1 Márquez – Enrique Brichetto                            |
| 30 czerwca 1918 | Independiente – Sportivo Barracas Buenos Aires 1:0                                   |

### Kolejka 13
| Data          | Mecz                                                              |
| ------------- | ----------------------------------------------------------------- |
| 14 lipca 1918 | Estudiantil Porteño Buenos Aires – Porteño Buenos Aires 0:0       |
| 14 lipca 1918 | San Lorenzo de Almagro – Argentino de CA Argentino de Quilmes 1:0 |

### Kolejka 14
| Data          | Mecz                                                                                              |
| ------------- | ------------------------------------------------------------------------------------------------- |
| 21 lipca 1918 | Sportivo Barracas Buenos Aires – Gimnasia y Esgrima La Plata 2:0                                  |
| 21 lipca 1918 | CA Platense – San Lorenzo de Almagro 1:0                                                          |
| 21 lipca 1918 | CA Estudiantes – River Plate 2:2 ?, ? – Laiolo y Rofrano                                          |
| 21 lipca 1918 | Defensores de Belgrano Buenos Aires – Ferro Carril Oeste 3:1                                      |
| 21 lipca 1918 | CA Tigre – Argentino de CA Argentino de Quilmes 3:2                                               |
| 21 lipca 1918 | Racing Club de Avellaneda – Estudiantil Porteño Buenos Aires 3:0 A. Zabaleta, H. Martín, A. Ohaco |
| 21 lipca 1918 | San Isidro Buenos Aires – Porteño Buenos Aires 2:1                                                |
| 21 lipca 1918 | Atlanta Buenos Aires – Estudiantes La Plata 3:1                                                   |
| 21 lipca 1918 | Columbian Buenos Aires – CA Huracán 1:1                                                           |
| 21 lipca 1918 | Boca Juniors – Independiente 1:3 Alfredo Garasini – E. Sande, Ferro k, Ronzoni                    |

### Kolejka 15
| Data          | Mecz                                                                   |
| ------------- | ---------------------------------------------------------------------- |
| 28 lipca 1918 | CA Estudiantes – Ferro Carril Oeste 2:0                                |
| 28 lipca 1918 | San Isidro Buenos Aires – Columbian Buenos Aires 2:1                   |
| 28 lipca 1918 | Atlanta Buenos Aires – Porteño Buenos Aires 1:0                        |
| 28 lipca 1918 | CA Tigre – Estudiantes La Plata 2:1                                    |
| 28 lipca 1918 | Argentino de CA Argentino de Quilmes – Gimnasia y Esgrima La Plata 0:0 |

### Kolejka 16
| Data            | Mecz                                                                                               |
| --------------- | -------------------------------------------------------------------------------------------------- |
| 4 sierpnia 1918 | Columbian Buenos Aires – Gimnasia y Esgrima La Plata 3:0                                           |
| 4 sierpnia 1918 | CA Platense – Ferro Carril Oeste 1:0                                                               |
| 4 sierpnia 1918 | Argentino de CA Argentino de Quilmes – CA Estudiantes 0:0                                          |
| 4 sierpnia 1918 | Estudiantil Porteño Buenos Aires – Atlanta Buenos Aires 1:1                                        |
| 4 sierpnia 1918 | Porteño Buenos Aires – CA Huracán 2:1                                                              |
| 4 sierpnia 1918 | Independiente – Estudiantes La Plata 2:0                                                           |
| 4 sierpnia 1918 | Racing Club de Avellaneda – Defensores de Belgrano Buenos Aires 3:0 Alberto Ohaco (2), Hugo Martín |
| 4 sierpnia 1918 | San Isidro Buenos Aires – CA Tigre 3:0                                                             |
| 4 sierpnia 1918 | Sportivo Barracas Buenos Aires – River Plate 0:3 Brown (2), Laiolo                                 |
| 4 sierpnia 1918 | Boca Juniors – San Lorenzo de Almagro 2:0 Pedro Bleo Fournol “Calomino”, Enrique Brichetto         |

### Kolejka 17
| Data             | Mecz                                                    |
| ---------------- | ------------------------------------------------------- |
| 11 sierpnia 1918 | Argentino de CA Argentino de Quilmes – CA Platense 1:0  |
| 11 sierpnia 1918 | Columbian Buenos Aires – San Lorenzo de Almagro 1:1     |
| 11 sierpnia 1918 | Ferro Carril Oeste – Sportivo Barracas Buenos Aires 0:0 |
| 11 sierpnia 1918 | Estudiantes La Plata – Gimnasia y Esgrima La Plata 0:0  |

### Kolejka 18
| Data             | Mecz                                                                        |
| ---------------- | --------------------------------------------------------------------------- |
| 18 sierpnia 1918 | Atlanta Buenos Aires – Columbian Buenos Aires 0:0                           |
| 18 sierpnia 1918 | San Isidro Buenos Aires – CA Huracán 1:1                                    |
| 18 sierpnia 1918 | Argentino de CA Argentino de Quilmes – Estudiantil Porteño Buenos Aires 1:1 |

### Kolejka 19
| Data             | Mecz                                                             |
| ---------------- | ---------------------------------------------------------------- |
| 30 sierpnia 1918 | San Lorenzo de Almagro – Defensores de Belgrano Buenos Aires 2:0 |
| 30 sierpnia 1918 | Ferro Carril Oeste – Estudiantil Porteño Buenos Aires 1:0        |
| 30 sierpnia 1918 | CA Huracán – Racing Club de Avellaneda 0:1 Ohaco k               |
| 30 sierpnia 1918 | Columbian Buenos Aires – Independiente 5:2                       |
| 30 sierpnia 1918 | CA Tigre – Atlanta Buenos Aires 3:0                              |

### Kolejka 20
| Data            | Mecz                                                                                          |
| --------------- | --------------------------------------------------------------------------------------------- |
| 1 września 1918 | Estudiantil Porteño Buenos Aires – Gimnasia y Esgrima La Plata 1:1                            |
| 1 września 1918 | San Lorenzo de Almagro – Porteño Buenos Aires 4:1                                             |
| 1 września 1918 | River Plate – Estudiantes La Plata 1:1 Laiolo – ?                                             |
| 1 września 1918 | Racing Club de Avellaneda – Sportivo Barracas Buenos Aires 3:1 Zabaleta (2), Vivaldo – Andrés |
| 1 września 1918 | CA Platense – San Isidro Buenos Aires 2:1                                                     |
| 1 września 1918 | Atlanta Buenos Aires – CA Estudiantes 3:1                                                     |
| 1 września 1918 | CA Tigre – Independiente 1:0                                                                  |

### Kolejka 21
| Data            | Mecz                                                                                                |
| --------------- | --------------------------------------------------------------------------------------------------- |
| 8 września 1918 | CA Tigre – Gimnasia y Esgrima La Plata 2:1                                                          |
| 8 września 1918 | Estudiantil Porteño Buenos Aires – San Lorenzo de Almagro 1:1                                       |
| 8 września 1918 | Porteño Buenos Aires – River Plate 1:1 ? – Rofrano                                                  |
| 8 września 1918 | Estudiantes La Plata – Ferro Carril Oeste 0:0                                                       |
| 8 września 1918 | Columbian Buenos Aires – Argentino de CA Argentino de Quilmes 1:0                                   |
| 8 września 1918 | Racing Club de Avellaneda – Boca Juniors 4:1 N. Perinetti (2), Zabaleta, Vivaldo – Alfredo Garasini |
| 8 września 1918 | San Isidro Buenos Aires – Sportivo Barracas Buenos Aires 1:0                                        |
| 8 września 1918 | CA Estudiantes – CA Huracán 1:1                                                                     |
| 8 września 1918 | Defensores de Belgrano Buenos Aires – Independiente 1:0                                             |
| 8 września 1918 | CA Platense – Atlanta Buenos Aires 1:0                                                              |

### Kolejka 22
| Data             | Mecz |
| ---------------- | --- |
| 15 września 1918 | Boca Juniors – Argentino de CA Argentino de Quilmes 3:0 José Alfredo López, Alfredo Garasini, Pablo Valenzano |
| 15 września 1918 | Columbian Buenos Aires – Defensores de Belgrano Buenos Aires 1:1                                              |
| 15 września 1918 | San Isidro Buenos Aires – CA Estudiantes 1:1                                                                  |
| 15 września 1918 | Independiente – CA Platense 3:1                                                                               |
| 15 września 1918 | CA Tigre – Racing Club de Avellaneda 0:1 Zabaleta                                                             |
| 15 września 1918 | San Lorenzo de Almagro – Sportivo Barracas Buenos Aires 1:0                                                   |

### Kolejka 23
| Data             | Mecz |
| ---------------- | --- |
| 18 września 1918 | River Plate – Boca Juniors 0:1 Enrique Brichetto                                                                            |
| 18 września 1918 | Gimnasia y Esgrima La Plata – CA Estudiantes 4:1                                                                            |
| 18 września 1918 | Estudiantil Porteño Buenos Aires – San Isidro Buenos Aires 2:0                                                              |
| 18 września 1918 | San Lorenzo de Almagro – Estudiantes La Plata 4:0                                                                           |
| 18 września 1918 | Porteño Buenos Aires – Independiente 2:0                                                                                    |
| 18 września 1918 | Columbian Buenos Aires – Ferro Carril Oeste 1:0                                                                             |
| 18 września 1918 | CA Huracán – CA Tigre 2:1                                                                                                   |
| 18 września 1918 | Sportivo Barracas Buenos Aires – Argentino de CA Argentino de Quilmes 1:0 mecz przerwany – dokończony 1 listopada 1918 roku |
| 18 września 1918 | CA Platense – Racing Club de Avellaneda1:4 Bertiz – Zabaleta (3), Marcovecchio                                              |
| 18 września 1918 | Atlanta Buenos Aires – Defensores de Belgrano Buenos Aires 2:1                                                              |

### Kolejka 24
| Data             | Mecz                                                                               |
| ---------------- | ---------------------------------------------------------------------------------- |
| 22 września 1918 | River Plate – CA Tigre 3:2 Ameal, Isola, Rofrano – ?, ?                            |
| 22 września 1918 | CA Huracán – Sportivo Barracas Buenos Aires 6:0                                    |
| 22 września 1918 | Racing Club de Avellaneda – Gimnasia y Esgrima La Plata 2:0 N. Perinetti, Zabaleta |
| 22 września 1918 | CA Estudiantes – Porteño Buenos Aires 1:1                                          |

### Kolejka 25
| Data             | Mecz                                                   |
| ---------------- | ------------------------------------------------------ |
| 29 września 1918 | Atlanta Buenos Aires – Gimnasia y Esgrima La Plata 0:1 |

### Kolejka 26
| Data                | Mecz                                                           |
| ------------------- | -------------------------------------------------------------- |
| 6 października 1918 | Defensores de Belgrano Buenos Aires – Estudiantes La Plata 2:1 |
| 6 października 1918 | Porteño Buenos Aires – Gimnasia y Esgrima La Plata 1:0         |
| 6 października 1918 | Estudiantil Porteño Buenos Aires – Independiente 3:2           |

### Kolejka 27
| Data                 | Mecz |
| -------------------- | --- |
| 12 października 1918 | Estudiantil Porteño Buenos Aires – Boca Juniors 1:1 0:1 Alfredo N. Martín 35, 1:1 Costas 65 powtórzenie meczu z 21 kwietnia przerwanego w 81 minucie |
| 12 października 1918 | CA Huracán – Estudiantes La Plata 1:1 |
| 12 października 1918 | CA Estudiantes – Racing Club de Avellaneda 1:1 |
| 12 października 1918 | Defensores de Belgrano Buenos Aires – San Isidro Buenos Aires 2:2                                                                                    |

### Kolejka 28
| Data                 | Mecz |
| -------------------- | --- |
| 13 października 1918 | Racing Club de Avellaneda – Estudiantes La Plata 4:0                                                             |
| 13 października 1918 | Sportivo Barracas Buenos Aires – Defensores de Belgrano Buenos Aires 3:2                                         |
| 13 października 1918 | Boca Juniors – Gimnasia y Esgrima La Plata 2:3 Alfredo N. Martín, Alfredo Garasini – Caldera, Curell, Salvarredy |
| 13 października 1918 | CA Tigre – Ferro Carril Oeste 1:0                                                                                |
| 13 października 1918 | Estudiantil Porteño Buenos Aires – CA Huracán 3:0                                                                |

### Kolejka 29
| Data             | Mecz                                                                      |
| ---------------- | ------------------------------------------------------------------------- |
| 1 listopada 1918 | Sportivo Barracas Buenos Aires – Argentino de CA Argentino de Quilmes 3:0 |

### Kolejka 30
| Data             | Mecz                                  |
| ---------------- | ------------------------------------- |
| 3 listopada 1918 | Ferro Carril Oeste – Boca Juniors 0:0 |

### Kolejka 31
| Data              | Mecz |
| ----------------- | --- |
| 10 listopada 1918 | Columbian Buenos Aires – River Plate 2:1 ?, ? – Laiolo |
| 10 listopada 1918 | Boca Juniors – Atlanta Buenos Aires 6:1 Alfredo Garasini, Alfredo N. Martín (2), Enrique Brichetto, Pedro Bleo Fournol “Calomino”, Pablo Valenzano – Idiarte |
| 10 listopada 1918 | Defensores de Belgrano Buenos Aires – CA Huracán 1:1 |
| 10 listopada 1918 | Argentino de CA Argentino de Quilmes – Porteño Buenos Aires 0:2                                                                                              |

### Kolejka 32
| Data              | Mecz                          |
| ----------------- | ----------------------------- |
| 11 listopada 1918 | River Plate – CA Platense 2:0 |

### Kolejka 33
| Data              | Mecz |
| ----------------- | --- |
| 17 listopada 1918 | CA Huracán – River Plate 4:0                                                                                   |
| 17 listopada 1918 | Argentino de CA Argentino de Quilmes – Defensores de Belgrano Buenos Aires walkower dla Defensores de Belgrano |

### Końcowa tabela sezonu 1918
| Poz | Klub                                 | Mecze | Zw | Rem | Por | Pkt | BrZd | BrStr |
| --- | ------------------------------------ | ----- | -- | --- | --- | --- | ---- | ----- |
| 1   | Racing Club de Avellaneda            | 19    | 17 | 2   | 0   | 36  | 49   | 9     |
| 2   | River Plate                          | 19    | 9  | 7   | 3   | 25  | 30   | 17    |
| 3   | Boca Juniors                         | 19    | 9  | 6   | 4   | 24  | 39   | 21    |
| 4   | San Isidro Buenos Aires              | 19    | 10 | 4   | 5   | 24  | 35   | 23    |
| 5   | Sportivo Barracas Buenos Aires       | 19    | 9  | 3   | 7   | 21  | 22   | 21    |
| 6   | Gimnasia y Esgrima La Plata          | 19    | 7  | 6   | 6   | 20  | 21   | 22    |
| 7   | Estudiantes La Plata                 | 19    | 7  | 6   | 6   | 20  | 19   | 25    |
| 8   | CA Huracán                           | 19    | 5  | 9   | 5   | 19  | 25   | 19    |
| 9   | Independiente                        | 19    | 8  | 2   | 9   | 18  | 30   | 28    |
| 10  | Estudiantil Porteño Buenos Aires     | 19    | 6  | 6   | 7   | 18  | 23   | 22    |
| 11  | Porteño Buenos Aires                 | 19    | 7  | 4   | 8   | 18  | 21   | 29    |
| 12  | CA Platense                          | 19    | 7  | 4   | 8   | 18  | 14   | 22    |
| 13  | San Lorenzo de Almagro               | 19    | 6  | 5   | 8   | 17  | 20   | 23    |
| 14  | CA Tigre                             | 19    | 7  | 3   | 9   | 17  | 27   | 32    |
| 15  | CA Estudiantes                       | 19    | 5  | 7   | 7   | 17  | 26   | 31    |
| 16  | Defensores de Belgrano Buenos Aires  | 19    | 6  | 5   | 8   | 17  | 24   | 32    |
| 17  | Atlanta Buenos Aires                 | 19    | 5  | 6   | 8   | 16  | 25   | 34    |
| 18  | Columbian Buenos Aires               | 19    | 5  | 5   | 9   | 15  | 20   | 27    |
| 19  | Ferro Carril Oeste                   | 19    | 2  | 9   | 8   | 13  | 9    | 23    |
| 20  | Argentino de CA Argentino de Quilmes | 19    | 1  | 5   | 13  | 7   | 9    | 28    |